# President McKinley Inauguration Footage
President McKinley Inauguration Footage er en amerikansk stumfilm fra 1901 af Thomas Edison.